# Soto de Sepúlveda
Soto de Sepúlveda o Sotos de Sepúlveda es una localidad perteneciente al municipio de Castillejo de Mesleón, en la provincia de Segovia, comunidad autónoma de Castilla y León, España. Cuenta con una población de 24 habitantes (INE 2024).

## Geografía

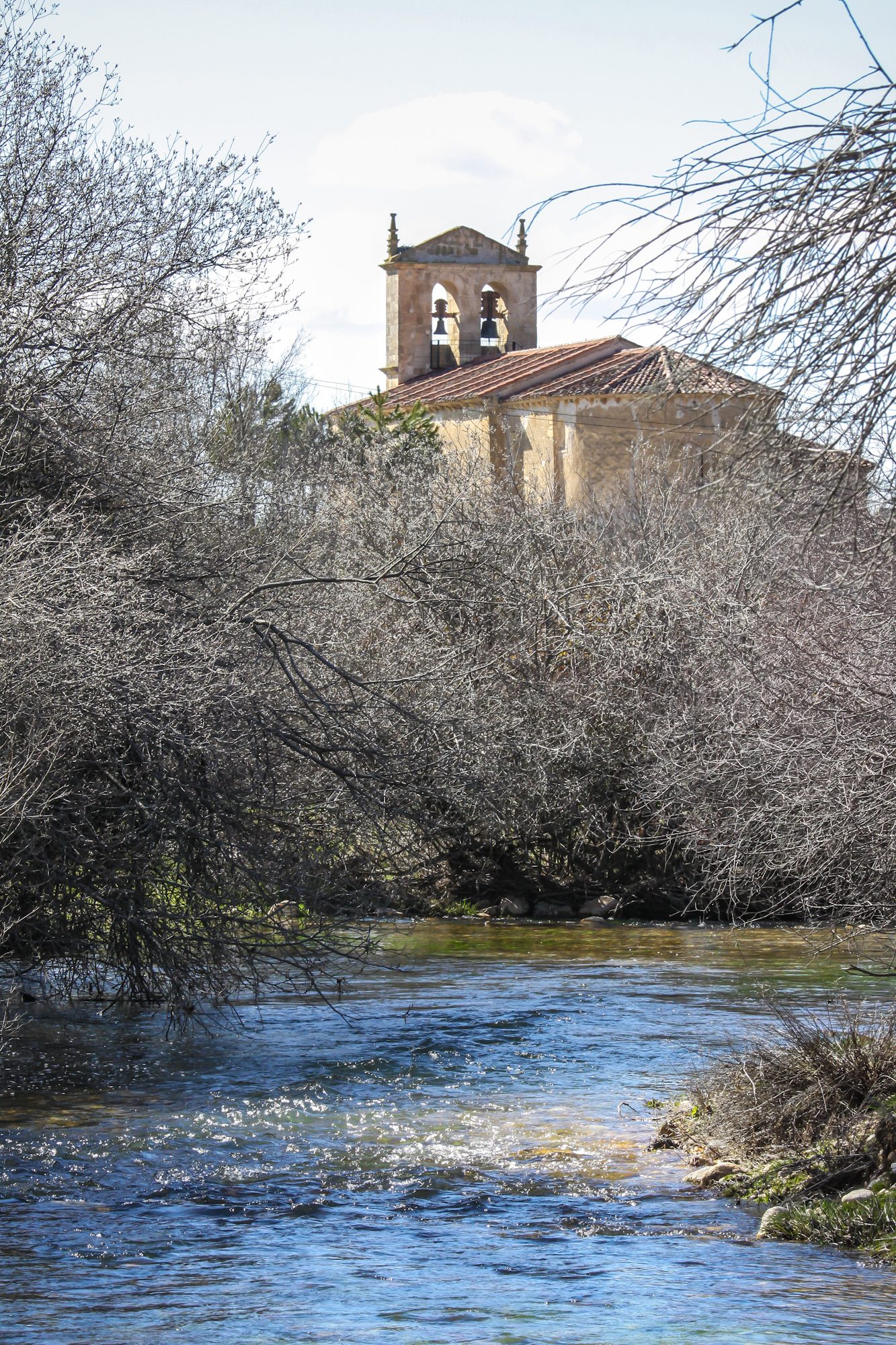
Vista del río Serrano y la iglesia de Ntra. Sra. del Rosario

Ubicado junto al río Serrano en una zona de vegetación de ribera y montes de roble y encina, se puede acceder por la salida del km 107 de la Autovía del Norte. También se puede acceder desde la N-110 (km 123) o desde Castillejo de Mesleón a través de la SG-119.

Vistas de la Sierra de Ayllón desde el parque Vanistoso, Sotos de Sepúlveda

## Historia
A lo largo de toda la vega del río Serrano, los romanos construyeron casas de labor, muy parecidas a los cortijos de Andalucía, cuyos terratenientes romanos empleaban a sus esclavos en la explotación de las fincas. De esta manera se formó "El Gran Duratón", que se componía de las casas o cortijos creados en los márgenes de los ríos Serrano y Duratón, y que actualmente forman las localidades de Soto de Sepúlveda, Castillejo de Mesleón, El Olmo y Duratón (Gran Duratón).
El territorio es repoblado durante la Reconquista por la Comunidad de villa y tierra de Sepúlveda, quedando encuadrado dentro del Ochavo de la Sierra y Castillejo.La primera vez que se conoce una mención de El Soto con este nombre, corresponde a un documento eclesiástico escrito del Archivo Catedralicio de Segovia, data del 1 de junio de 1247, como consecuencia de las relaciones de préstamo efectuadas por la mesa episcopal y por la de los canónigos a los colonos que trabajan las tierras propiedad de la Iglesia.
Se trata de una población profundamente vinculada a las actividades de Concejo de la Mesta, como el lavado, la venta y el transporte de lanas, fruto de este es el Palacio de Esquileo, situado en el casco urbano.
Hasta la primera mitad del siglo XIX se citaba tan solo como El Soto, al enclavarse en un pequeño bosque de ribera, de Sepúlveda por, como Castillejo, pertenecer a dicha comunidad.
Sotos de Sepúlveda depende del Ayuntamiento de Castillejo de Mesleón desde el año 1847, cuando entonces tenía una población de 82 habitantes y previamente era un municipio independiente.

## Patrimonio
- Palacio de Esquileo, reconvertido hoy en hotel.
- Despoblados de Santa Inés y Aldehuela, situados en su término local.[4][3]

### Iglesia
Su iglesia parroquial, dedicada a Nuestra Señora del Rosario, aunque hasta el siglo XIX estaba bajo la advocación de Santo Tomás Apóstol. Es un edificio de origen románico, que conserva bien su estructura de nave, presbiterio y ábside en hemiciclo y todo de calicanto con remates de sillería en las esquinas. Llama la atención en su interior un arco triunfal triple, apoyado en columnas con capiteles decorados con motivos vegetales. En siglos posteriores se añadieron otras partes del edificio, como la sacristía o la espadaña.

## Fiestas
- Virgen del Rosario, el primer domingo de agosto.
- Virgen de San Inés, el primer domingo de junio.[4]

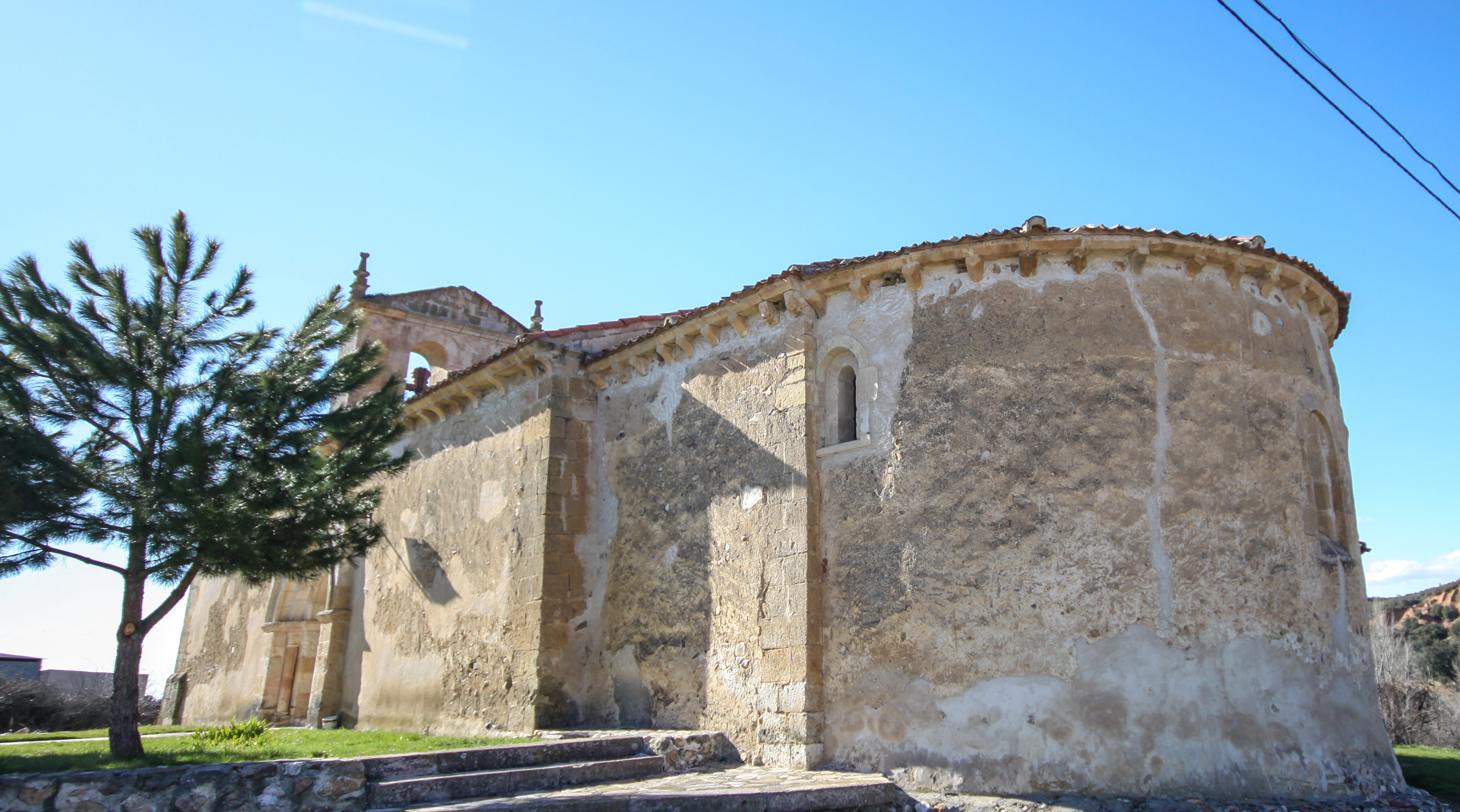
Ábside de la iglesia de Ntra. Sra. del Rosario

## Demografía
| 15            | 12 | 12 | 9 | 9 | 7 | 10 | 11 | 13 | 12 | 17 | 18 | 24 |
| (Fuente: INE) |    |    |   |   |   |    |    |    |    |    |    |    |